# Caroline Queroli
Caroline Queroli (ur. 5 czerwca 1998) – francuska szablistka, wielokrotna medalistka mistrzostw świata.
W 2015 roku zdobyła złoto indywidualnie na mistrzostwach świata juniorów w Taszkencie. Wynik ten powtórzyła na mistrzostwach świata juniorów w Bourges w 2016 roku.
Podczas mistrzostw świata w Lipsku w 2017 roku Francuzki w składzie: Cécilia Berder, Manon Brunet, Charlotte Lembach i Caroline Queroli zdobyły brązowy medal w zawodach drużynowych. W tej samej konkurencji zdobyła także złoto na mistrzostwach świata w Wuxi (2018) oraz srebrne na mistrzostwach świata w Budapeszcie (2019), mistrzostwach świata w Kairze (2022) i mistrzostwach świata w Mediolanie (2023).
Zdobyła również brązowe medale w szabli drużynowej na mistrzostwach Europy w Nowym Sadzie (2018) i mistrzostwach Europy w Düsseldorfie (2019) oraz złoty na mistrzostwach Europy w Antalyi (2022).